# Radiador isotròpic

Diagrama animat d'ones d'un radiador isòtrop (punt vermell). A mesura que s'allunyen de la font, les ones disminueixen d'amplitud per la inversa de la distància i en potència pel quadrat invers de la distància, mostrat pel contrast decreixent dels fronts d'ona. Aquest diagrama només mostra les ones en un pla a través de la font; una font isòtropa en realitat irradia en les tres dimensions.

Un radiador isòtrop és una font teòrica puntual d'ones que irradia la mateixa intensitat de radiació en totes direccions. Pot estar basat en ones sonores o ones electromagnètiques, en aquest cas també es coneix com a antena isòtropa. No té cap direcció preferida de radiació, és a dir, irradia uniformement en totes les direccions sobre una esfera centrada a la font.
Els radiadors isotròpics s'utilitzen com a radiadors de referència amb els quals es comparen altres fonts, per exemple per determinar el guany de les antenes. Un radiador isotròpic coherent d'ones electromagnètiques és teòricament impossible, però es poden construir radiadors incoherents. Un radiador de so isòtrop és possible perquè el so és una ona longitudinal.
El terme radiació isòtropa significa un camp de radiació que té la mateixa intensitat en totes les direccions en cada punt; per tant, un radiador isòtrop no produeix radiació isòtropa.

## Física
En física, un radiador isòtrop és una radiació puntual o font sonora. A distància, el Sol és un radiador isòtrop de radiació electromagnètica.

### Patró de radiació
El camp de radiació d'un radiador isòtrop a l'espai buit es pot trobar a partir de la conservació de l'energia. Les ones viatgen en línia recta allunyant-se del punt d'origen, en direcció radial {\displaystyle {\hat {\mathbf {r} }}}. Com que no té cap direcció preferida de radiació, la densitat de potència {\displaystyle \left\langle S\right\rangle } de les ones en qualsevol punt no depèn de la direcció angular {\displaystyle (\theta ,\phi )}, però només a la distància {\displaystyle r} de la font. Suposant que es troba en un espai buit on no hi ha res per absorbir les ones, la potència colpeja una superfície esfèrica que tanca el radiador, amb el radiador al centre, independentment del radi. {\displaystyle r}, ha de ser la potència total {\displaystyle \left\langle P\right\rangle } en watts emesos per la font. Des de la densitat de potència {\displaystyle \left\langle S\right\rangle } en watts per metre quadrat que colpeja cada punt de l'esfera és el mateix, ha de ser igual a la potència radiada dividida per la superfície {\displaystyle 4\pi r^{2}} de l'esfera
{\displaystyle \quad \left\langle \mathbf {S} \right\rangle ={\left\langle P\right\rangle  \over 4\pi r^{2}}{\hat {\mathbf {r} }}\;\;}
Així, la densitat de potència irradiada per un radiador isòtrop disminueix amb el quadrat invers de la distància des de la font.
El terme radiació isòtropa no s'acostuma a utilitzar per a la radiació d'un radiador isòtrop perquè té un significat diferent en física. En termodinàmica es refereix al patró de radiació electromagnètica que es trobaria en una regió en equilibri termodinàmic, com en una cavitat tèrmica negra a temperatura constant. En una cavitat en equilibri, la densitat de potència de la radiació és la mateixa en totes les direccions i en tots els punts de la cavitat, el que significa que la quantitat de potència que passa per una superfície unitat és constant en qualsevol lloc i amb la superfície orientada en qualsevol direcció. Aquest camp de radiació és diferent del d'un radiador isòtrop, en el qual la direcció del flux d'energia està a tot arreu lluny del punt font, i disminueix amb el quadrat invers de la distància d'aquest.

### Teoria de l'antena
En la teoria de l'antena, una antena isòtropa és una antena hipotètica que irradia la mateixa intensitat d'ones de ràdio en totes direccions. Així, es diu que té una directivitat de 0 dBi (dB relatiu a l'isòtrop) en totes direccions. Com que és completament no direccional, serveix com un hipotètic pitjor cas amb el qual es poden comparar les antenes direccionals.
En realitat, es pot demostrar que un radiador isotròpic coherent de polarització lineal és impossible.  El seu camp de radiació no podria ser coherent amb l'equació d'ona de Helmholtz (derivada de les equacions de Maxwell) en totes les direccions simultàniament. Considereu una esfera gran que envolta la font hipotètica puntual, en el camp llunyà del patró de radiació, de manera que en aquest radi l'ona sobre una àrea raonable sigui essencialment plana. En el camp llunyà, el camp elèctric (i magnètic) d'una ona plana a l'espai lliure és sempre perpendicular a la direcció de propagació de l'ona. Per tant, el camp elèctric hauria de ser tangent a la superfície de l'esfera a tot arreu i continu al llarg d'aquesta superfície. Tanmateix, el teorema de la bola peluda mostra que un camp vectorial continu tangent a la superfície d'una esfera ha de caure a zero en un o més punts de l'esfera, la qual cosa és incompatible amb l'assumpció d'un radiador isòtrop amb polarització lineal.
Les antenes isòtropes incoherents són possibles i no violen les equacions de Maxwell.

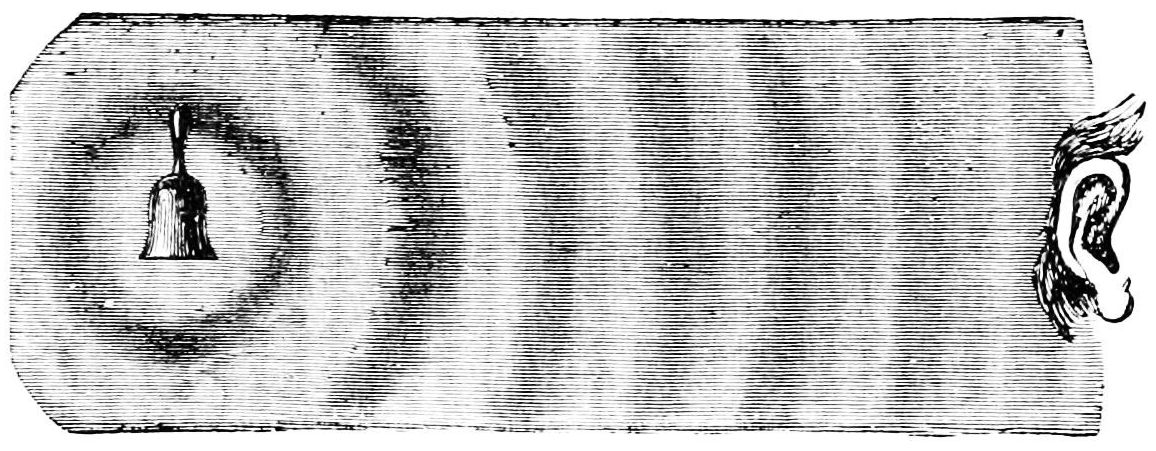
Una representació d'un radiador isotròpic de so, publicada a Popular Science Monthly el 1878. Observeu com els anells són parells i de la mateixa amplada al voltant de cada cercle, encara que s'esvaeixen a mesura que s'allunyen de la font.

Tot i que una antena exactament isòtropa no pot existir a la pràctica, s'utilitza com a base de comparació per calcular la directivitat de les antenes reals. Guany d'antena{\displaystyle \scriptstyle \ G\ ,} que és igual a la directivitat de l'antena multiplicada per l'eficiència de l'antena, es defineix com la relació de la intensitat{\displaystyle \scriptstyle \ I\ } (potència per unitat d'àrea) de la potència de ràdio rebuda a una distància determinada de l'antena (en la direcció de la radiació màxima) a la intensitat{\displaystyle \scriptstyle \ I_{\text{iso}}\ }rebuda des d'una antena isòtropa perfecta sense pèrdues a la mateixa distància. Això s'anomena guany isòtrop
{\displaystyle G={\frac {I}{~\ I_{\text{iso}}\ }}~.}El guany s'expressa sovint en unitats logarítmiques anomenades decibels (dB). Quan es calcula el guany respecte a una antena isòtropa, aquests s'anomenen decibels isotròpics (dBi).
{\displaystyle G{\text{(dBi)}}=10\ \log _{10}\left({\frac {I}{~\ I_{\text{iso}}\ }}\right)~.}El guany de qualsevol antena perfectament eficient promediat en totes les direccions és la unitat, o 0 dBi.